# Rifat (Bibel)
Rifat ist im Alten Testament der zweitälteste Sohn Gomers, ein Enkel Jafets und ein Urenkel Noachs. Er erscheint in der Völkertafel in Gen 10,3  und 1 Chr 1,6 .

## Name
Der hebräische Name רִיפַ֖ת rifat erscheint nur in Gen 10,3, in 1 Chr 1,6 steht hingegen der Name דִיפַ֖ת difat. Da die Septuaginta an beiden Stellen den Namen als ριφαθ rifat wiedergibt, ist es wahrscheinlich, dass dies auch die ursprüngliche Form des Namens ist. Die Variante difat ist dann wegen der starken Ähnlichkeit der Buchstaben ר Resch und ד Daleth als Schreibfehler aufzufassen.

## Biblischer Bericht
In der Völkertafel werden zwei Brüder Rifats erwähnt, Aschkenas und Togarma. Der Abschnitt der Völkertafel Gen 10,1–4a , in dem Rifat und seine Brüder erwähnt werden, gehört der Priesterschrift an.